# 华酒
华酒是茅台镇所产的一种酱香型白酒。
华酒源于1862年于茅台村成立的“成义烧坊”，其产品称“华茅”。1950年代初，中国政府将原三家最主要的茅台私人烧坊，即出产王茅的荣和烧坊、出产华茅的成义烧坊、和出产赖茅的恒兴烧坊、合并成立国营茅台酒厂，以原恒兴烧坊业主赖永初为新厂主管，成义烧坊业主华问渠则转任贵州省工业厅副厅长。三家烧坊均献出其祖传茅台酿造配方，由新厂优选改进后投产。
改革开放后华氏后人成立私企，以原祖传配方重启原华茅酿制，但因和茅台集团采用的三家优化配方有所不同，因此口感也有不同；加之贵州茅台酒公司于1988年已注册王茅、赖茅和华茅三个商标，所以复产的酒不称华茅，而称华酒。